# Водолазная школа
Водолазная школа — первая в России водолазная школа для подготовки квалифицированных кадров из числа офицеров и нижних чинов Российского императорского флота для действия в специальных подводных командах. 
Образована по указу императора Александра III 23 апреля (5 мая) 1882 года в Кронштадте.

## История
После окончания Крымской войны и освобождения Севастополя возникла необходимость организовать работу по подъёму орудий с затопленных кораблей и расчистке фарватера. С 1861 года в Российском императорском флоте были введены в штаты экипажей военных кораблей водолазы, а водолазное снаряжение стало табельным имуществом, но обучение водолазов велось ещё кустарным способом.
В 1881 году командир императорской яхты «Ливадия» капитан 1 ранга В. П. Верховский составил проект создания водолазной школы в России. Заведующий минной частью на флоте контр-адмирал К. П. Пилкин подал данный проект на рассмотрение в инспекторский департамент Морского ведомства.
23 апреля (5 мая) 1882 года Адмиралтейств-советом Морского ведомства России, на основании указа императора Александра III, была утверждена Кронштадтская водолазная школа (КВШ). В Указе было сказано, что водолазная школа должна готовить «опытных в водолазном деле офицеров и нижних чинов для судовых надобностей и подводных минных работ». Курировал Водолазную школу непосредственно генерал-адмирал Великий князь Алексей Александрович.
Водолазная школа размещалась в Кронштадте при минной части в помещении бывшего провиантского магазина (Якорная пл., дом № 1 А). Первым начальником школы водолазов был назначен капитан-лейтенант А. Г. Леонтьев, врачом — М. Н. Храбростин (1852—1915), впоследствии ставший судовым врачом крейсера «Варяг», Георгиевским кавалером.
14 августа 1882 года Приказом Морского ведомства № 255 были определены «Временные правила и меры для обучения водолазному искусству». В сентябре 1882 года учёным отделением морского Технического комитета было написано «Положение о водолазной Школе и партии» (было Высочайше утверждено 27 марта 1888 года). За первый год работы школы было подготовлено более 200 водолазных специалистов — 14 офицеров и 188 нижних чинов.
Теоретические занятия с будущими водолазами проходили в 3-м губернском флигеле (ныне дом по улице Петровской, 10, к. 2), тренировки по водолазным спускам — у Петербургской пристани.
Для проведения летних практических занятий была сформирована Водолазная партия, которая отрабатывала спуски в финляндских шхерах — «в бухте Перно, в 8-ми милях от города Ловиза» (современная Ловийса).
20 сентября 1884 года временное заведование водолазной школой было поручено командиру монитора «Лава» капитану 2 ранга Бурачёку П. С. (сын известного кораблестроителя С. О. Бурачёка), который за короткое время наладил учебный процесс. Были введены расписание занятий, заведены классные журналы, написаны учебные и методические пособия, составлена систематизация условных сигналов для связи с водолазом, находящимся под водой.
28 января 1885 года заведующим КВШ был назначен капитан-лейтенант Николай Михайлович Оводов, прослуживший на этой должности более десяти лет. Весной 1885 года Водолазной партии было передано специальное учебное судно — блокшив «Гиляк». Водолазная партия получила новое постоянное место базирования в Бьёркё (ныне город Приморск Ленинградской области).
В 1890 году практические навыки курсанты впервые стали приобретать, работая на аварийных или затонувших кораблях. Ученики-водолазы чистили винты лодки «Снег» и транспорта «Красная горка», занимались поиском двух утонувших якорей с Императорской яхты «Держава» и затонувшей мины с клипера «Пластун». В июле 1891 года, преподаватели и ученики школы приняли участие в работах по подъёму затонувшего на Кронштадтском рейде парохода-фрегата «Владимир».
20 июня 1896 года начальником Кронштадтской Водолазной школы и партии был назначен капитан 2 ранга Анатолий Алексеевич Кононов.
В 1896 году в школе был построен специальный бассейн — гидротанк, переделанный из парового котла полуброненосного фрегата «Дмитрий Донской».
1896 года, для преподавания в КВШ впервые были приглашены вольнонаёмные частные преподаватели. Для обучения нижних чинов был приглашён преподаватель грамотности М. П. Пальников. Курс «теории насосов» — преподавал инженер-механик Г. Н. Пио-Ульский, курс электромеханики — профессор Санкт-Петербургского Электротехнического института Е. П. Тверитинов.
В 1897 году был создан Водолазный офицерский класс, который вошёл в состав Водолазной школы. В класс ежегодно принималось 5-6 офицеров. Во время Первой мировой войны прием не проводился.
20 декабря 1897 года согласно указу императора Николая II и приказа по флоту и Морскому ведомству № 234 для слушателей окончивших Офицерский класс был утверждён нагрудный бронзовый знак выпускника водолазной школы.
В 1897—1898 учебном году слушателями в Водолазную школу были зачислены её врачи: доктора Н. А. Есипов, В. П. Анин и А. А. Агафонов. В 1899—1900 учебном году слушателями КВШ впервые стали офицеры Черноморского флота.
В 1897 году школе было передано новое учебное судно — блокшив «Самоед», а в 1898 году — крейсер 2-го ранга «Опричник» (потом его сменили «Крейсер» (с 1907 года) и «Африка» (с 1908 года).
С 1897 года, преподаватели и слушатели ВКШ выполняли подводные работы на затонувшем броненосце «Гангут». В этот же период многие из курсантов работали подо льдом у борта крейсера «Россия». В 1899 году офицерами и учениками школы были проведены подводные работы при спасении броненосца «Генерал-адмирал Апраксин», севшего на каменную гряду в Финском заливе. В мае 1904 года курсанты школы вели водолазные работы на броненосце «Орёл», в 1905 году — работы по снятию с камней миноносца № 215.
В 1908 году были введены знаки различия для нижних чинов водолазной школы. На ленточке к бескозырке появилась надпись «Водолазная партия», а на погонах — буквы В и П.
В 1909 году Водолазная школа приступила к судоподъёмным работам на Чёрном море, ей поручалось подъем с глубины 58 метров подводной лодки «Камбала», протараненной в 1908 году броненосцем «Ростислав».
С 1882 по 1917 год школа выпустила 2695 водолазов и подготовила немало талантливых офицеров водолазной службы.

## Изобретения Водолазной школы
В 1889 году выпускник и преподаватель Водолазной школы мичман Е. В. Колбасьев изобрёл подводный электрический светильник и разработал схему подводной телефонной связи с водолазами, которая явилась основой телефонной водолазной станции, созданной выпускником школы капитаном 2 ранга М. К. Шульцем совместно с изобретателем А. С. Поповым.
Инженер-механик Л. А. Родионов и врач Н. А. Есипов изобрели первый в мире фотоаппарат для подводных съёмок. Фотографии, сделанные ими, неоднократно демонстрировались на выставках в России и за рубежом.
В 1895 году были произведены испытания нового водолазного насоса системы лейтенанта А. А. Кононова, позволяющего осуществлять спуски на глубину до 50 сажень. В 1896 году мичман Богданович разработал новую воздухонагнетательную помпу.
В феврале 1900 года доктор Водолазной школы Н. А. Есипов представил изобретённый им сфигмограф (прибор для графического исследования пульса, то есть пульсометр), позволяющий контролировать пульс водолаза при подводных работах.
Преподаватель школы Г. Н. Пио-Ульский изобрел пневмограф, и совместно с врачом В. П. Анин разработал кардиофон.
В 1899 году Водолазной партией были проведены успешные испытания подводного железоискателя, сконструированного преподавателем КВШ лейтенантом М. К. фон Шульцем.

## Начальники школы в 1882—1917 годы
- капитан-лейтенант А. Г. Леонтьев (1882—1884)
- Бурачек Павел Степанович (1884—1885)
- Оводов Николай Михайлович (1885—1896)
- Кононов, Анатолий Алексеевич (1896—1905)
- Макс Константинович фон Шульц (1905—1917)
- Ивков Николай Николаевич (1917)[11].

## Известные выпускники школы
- Гадд, Александр Оттович — контр-адмирал
- Дитерихс, Владимир Константинович — контр-адмирал
- Зацарённый, Василий Максимович — адмирал
- Зосимов, Андриан Григорьевич — революционер
- Колбасьев, Евгений Викторович — капитан 1 ранга, изобретатель в области военно-морского дела
- Кононов, Анатолий Алексеевич — контр-адмирал
- Максимов, Николай Лаврентьевич — контр-адмирал
- Ризнич, Иван Иванович — командир подводной лодки «Святой Георгий», впервые в истории российского флота совершившей дальний океанский поход.
- Шульц, Максимилиан Фёдорович — вице-адмирал

## Водолазная школа в Советское время
В 1918 году школа была эвакуирована из Кронштадта в Петроград, затем в Саратов, после в Казань. В 1920 году была переведена в Вольск. В конце 1921 года школа вернулась в Петроград, а затем в 1922 году в Кронштадт.
В декабре 1924 года Водолазная школа переехала в Севастополь и была включена в состав Учебного отряда Черноморского флота. В 1928 году школу объединили с водолазными курсами ЭПРОН (Экспедиции подводных работ особого назначения) в Балаклаве. В 1931 году школа была переименована в Балаклавский военно-морской водолазный техникум, который стал общесоюзным центром подготовки специалистов подводных работ. В период Великой Отечественной войны школа размещалась сначала в Астрахани, а затем в посёлке Слюдянка около озера Байкал. После освобождения Крыма в 1944 году школа водолазов вернулась в Балаклаву. В 1957 году школа была перебазирована в бухту Карантинная близ Севастополя.
С 1963 по 1974 годы водолазные специалисты высшее образование приобретали в ВВМИУ имени В. И. Ленина. С 1975 года обучение офицеров ВМФ водолазных специальностей проводилось в ВВМИУ имени Ф. Э. Дзержинского (ныне — Военно-морской политехнический институт).
В декабре 2009 года из состава учебного центра флота отдельно была выделена 17-я военно-морская школа младших специалистов имени адмирала Ф. С. Октябрьского, которая на данный момент — единственное учебное заведение, которое готовит водолазов для всего Военно-морского флота России.

## Память
В 2002 году по указу Президента России был установлен профессиональный праздник — День водолаза, который отмечается 5 мая, в день создания первой водолазной школы в России.